# استانداری سمنان
استانداری سمنان یک نهاد مرتبط سازمان امور اداری کشور و نماینده دولت جمهوری اسلامی ایران در استان سمنان است که در شهر سمنان واقع شده است.

## پیشینه
اوایل سال ۱۳۴۰ در دولت علی امینی با تصویب هیئت وزیران، فرمانداری کل سمنان ایجاد شد. این فرمانداری کل در سال ۱۳۵۵ با اضافه شدن دماوند، فیروزکوه، گرمسار و ورامین به استانداری سمنان تبدیل شد که بعدتر، سه شهرستان دماوند، فیروزکوه و ورامین از استان سمنان منتزع شدند.

## معاونت‌ها
- معاونت سیاسی، امنیتی و اجتماعی
- معاونت هماهنگی امور اقتصادی
- معاونت هماهنگی امور عمرانی
- معاونت توسعه مدیریت و منابع

## فرمانداری‌ها
- فرمانداری شهرستان سمنان
- فرمانداری شهرستان شاهرود
- فرمانداری شهرستان دامغان
- فرمانداری شهرستان گرمسار
- فرمانداری شهرستان مهدی‌شهر
- فرمانداری شهرستان سرخه
- فرمانداری شهرستان آرادان
- فرمانداری شهرستان میامی